# Andreas Hofer
Andreas Hofer (San Leonardo in Passiria, 22. studenog 1767. – Mantova, 20. veljače 1810.) je bio tirolski domoljub, narodni junak i vođa pobune protiv Napoleonovih snaga i Bavarske. Tirol je 1805. oduzet Austriji, pa se Hofer borio za njegovo ponovno ujedinjenje s Austrijom.

## Rani život
Otac mu je bio ugostitelj, pa je on naslijedio od oca krčmu. Trgovao je konjima i vinom sa sjevernom Italijom, i naučio talijanski jezik. Izabran je u tirolsku skupštinu 1791. Tijekom rata treće koalicije je bio strijelac, a kasnije zapovjednik. Požunskim sporazumom 1805. Tirol je oduzet Austriji i pripojen Bavarskoj, pa Hofer postaje vođa protubavarskog pokreta. Bio je vođa delegacije, koja je u siječnju 1809. posjetila austrijskog cara Franju II od Habsburga i tražila podršku za mogući ustanak. Delegacija je dobila uvjeravanja od austrijskog cara da podrška neće izostati. Hofer je tajno započeo s organizacijom ustanka. Posjećivao je seljake i držao ratne savjete po lokalnim krčmama .

## Početak oružanog ustanka
Tirolska pobuna je započela 9. travnja a 1809. Noć prije toga organizatori su bacili vreće piljevine u rijeku Inn kao znak početka pobune. Piljevina, koja je plutala kroz Innsbruck i dolinu Inna bila je znak pobunjenicima. Zvona po selima su pozvala seljake da krenu u borbu puškama. Brzo su savladali manji bavarski garnizon i iznenadili kolonu francuskog pješaštva, koje je prolazilo područjem. Tirolske postrojbe su 11. travnja pobijedile bavarsku vojsku u Sterzingu, pa su do podne uspjeli zauzeti Innsbruck. Francuzi i Bavarci su izveli protunapad sljedeće noći, pa su se Tirolci protiv njih borili dok se Bavarci nisu predali 13. travnjaa. Nakon toga su Andreas Hofer i njegovi saveznici napredovali južno i zauzeli su Bolzano i Trento. Kada je Napoleon pobijedio austrijsku vojsku isčezla je nada u uspješnu pobunu. Austrijske snage su se povukle iz Tirola i Hofer se vratio na planine. Bavarci su ponovno zauzeli Innsbruck 19. svibnja a 1809.

## Konačni pokušaj i zarobljavanje
Andreas Hofer je 12. studenog dobio lažne izvještaje o austrijskim pobjedama, pa je ponovo pokušao 15. studenog sazvati svoju vojsku. Taj put je imao malo pristaša, pa su Francuzi lako porazili njegove ustanike. Njegovi potčinjeni zapovjednici su se predali i tražili su od njega pobjeći preko planina. Hofer se sakrivao u jednoj baraci u planinama, a Francuzi su razglasili nagradu 1500 zlatnika za njegovu glavu. Njegov susjed je otkrio mjesto gdje se skriva, tako da su Talijani zarobili Hofera 19. siječnjaa 1810. Poslan je pred vojni sud u Mantovu. Susjed koji ga je izdao kasnije je linčovan .

## Pred vojnim sudom i streljanje
Časnici u sastavu vojnog suda nisu se slagali o tome koliko da ga kazne, sve dok nisu dobili poruku iz Milana. Streljan je 20. veljače 1810.